# Yétissé
Le Yétissé est un ragoût traditionnel originaire de la cuisine guinéenne. Il est généralement cuisiné  avec du poisson et est servi avec du riz aux gombos. C’est un plat riche en légumes et la présence du gombo dans le yétéssi donne une consistance très particulière au plat et un goût assez relevé au riz. Dans ce plat le poisson frais, fumé peut être substitué  à de la viande de bœuf,,,,,.